# Észak-Korea ipara

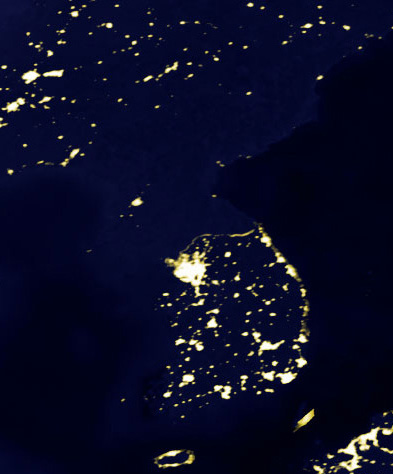
A Koreai-félsziget és környezete egy éjszakai műholdfelvételen. Észak-Korea közvilágítása a szomszédaihoz képest megdöbbentően fejletlen.

Észak-Korea ipara az ország gazdaságának fő pillérét képezi. Az ország fejlesztési stratégiája előnyben részesítette a nehézipar fejlődését a mezőgazdaság és a könnyűipar helyzetének javításával szemben. Ennek a politikának az volt az eredménye, hogy a nehézipar óriási előnyhöz jutott az állami befektetési alapoknál. 1954 és 1976 közötti időszakban az állami támogatások több mint 50%-a az ipari szektorba irányult: 47,6% a hároméves terv, 51,3% az ötéves terv, 57% az első hétéves terv és 49% a második hatéves terv idején. Az ipari össztermelés ezekben az években rohamosan nőtt.
Az 1960-as évek óta a nemzeti termelés egyre csökken. Értéke a hároméves terv alatt 41,7%, az ötéves terv alatt 36,6%, 12,8% az első hétéves terv alatt, a második hatéves terv idején 16,3% és a második hétéves terv alatt már csak 12,2% volt.

## Lásd még
- Keszong iparvidék
- Észak-Korea mezőgazdasága
- Észak-koreai cégek listája